# S Adélou Českolipskem

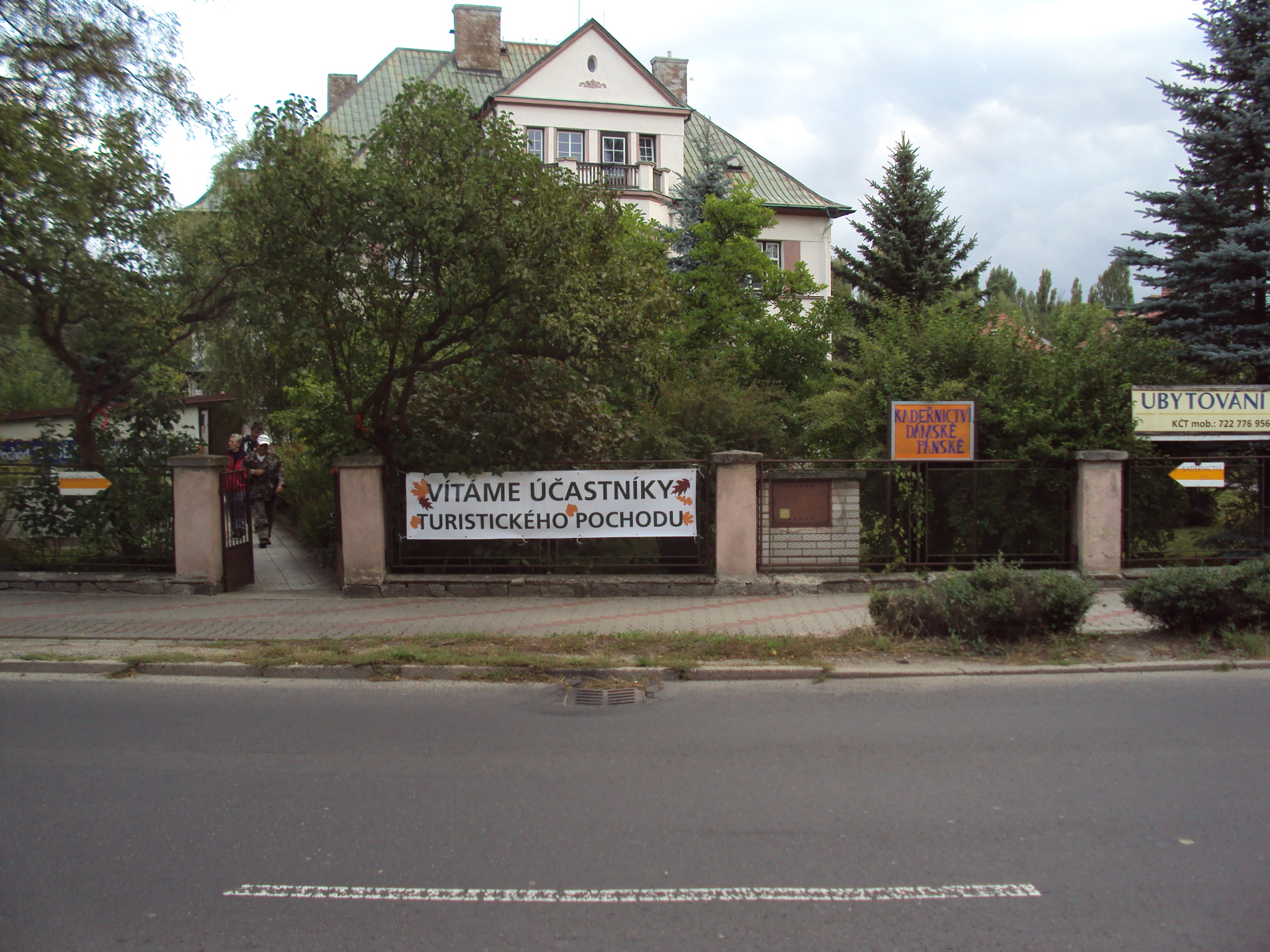
Místo startu s transparentem pochodu, Česká Lípa v roce 2012

S Adélou Českolipskem je pojmenování tradičního jednodenního turistického pochodu, který je pořádán Klubem českých turistů v České Lípě a okolí. Pochod je organizován na řadě různě dlouhých a náročných pěších tras, které končí zpravidla v sídle KČT, ve Vile Adéla na Děčínské ulici. V posledních letech jsou připraveny i cyklotrasy. Trasy se každoročně obměňují. V říjnu roku 2015 byl uspořádán 20. ročník. 

## Historie

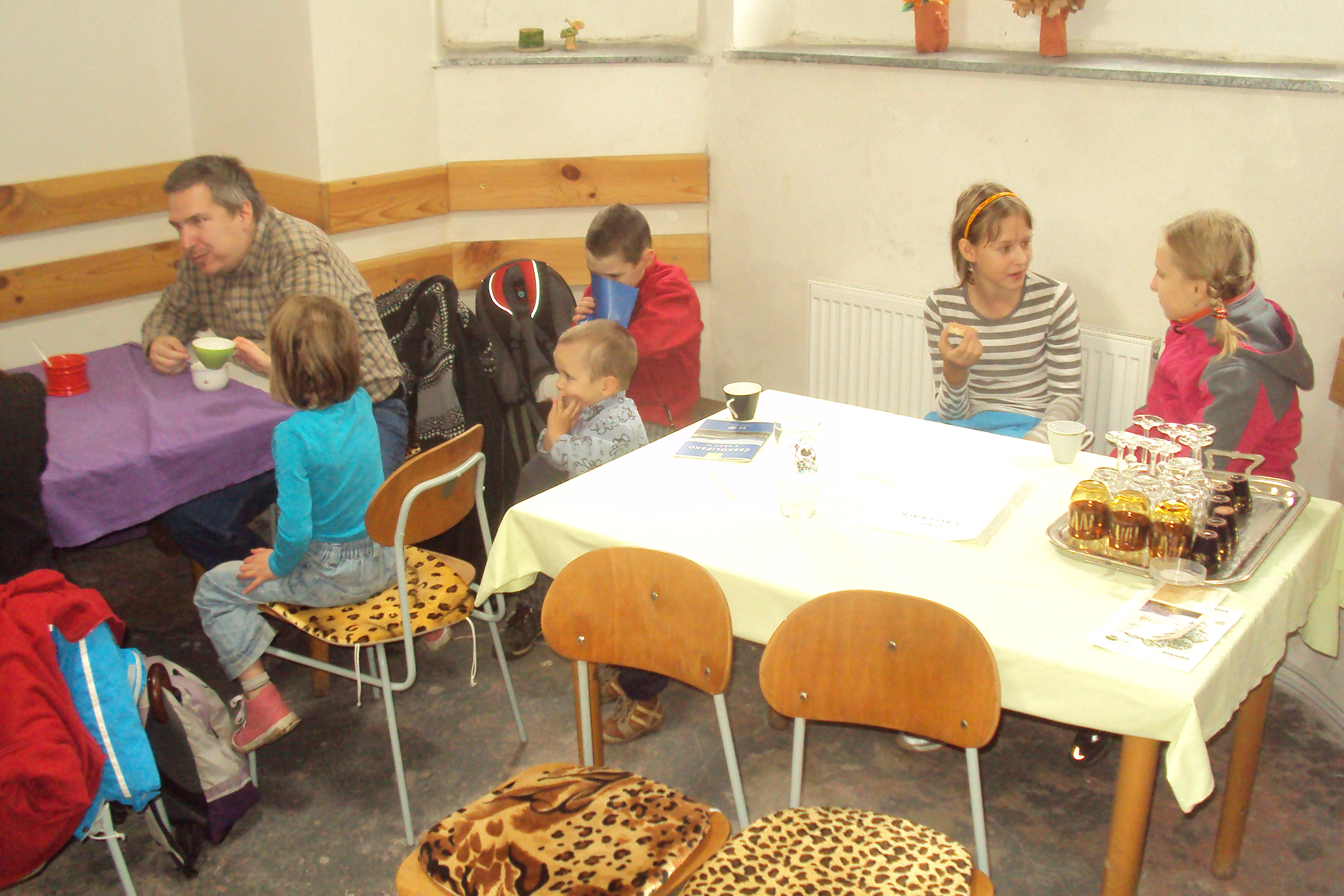
Občerstvení pochodujících v cíli na Adéle, ročník 2013

Záměr o založení pochodu vyhlásil KČT Česká Lípa v roce 1995 a první ročník dodnes fungující akce o rok později zorganizoval.
Pochod se nestal masovým, nejvíce se jej zúčastnilo (roku 2015) 103 turistů a pořadatelů. První dva ročníky vedla cvičitelka Anna Machová, od třetího do osmnáctého Pavel Vejtruba, od 19. ročníku Petr Starý.

## Trasy a účast
Trasy i místa startů se každoročně obměňují a jsou směřovány každým rokem z České Lípy na jinou světovou stranu. K původně jen pěším trasám byly přidány od roku 2013 i cyklotrasy. 

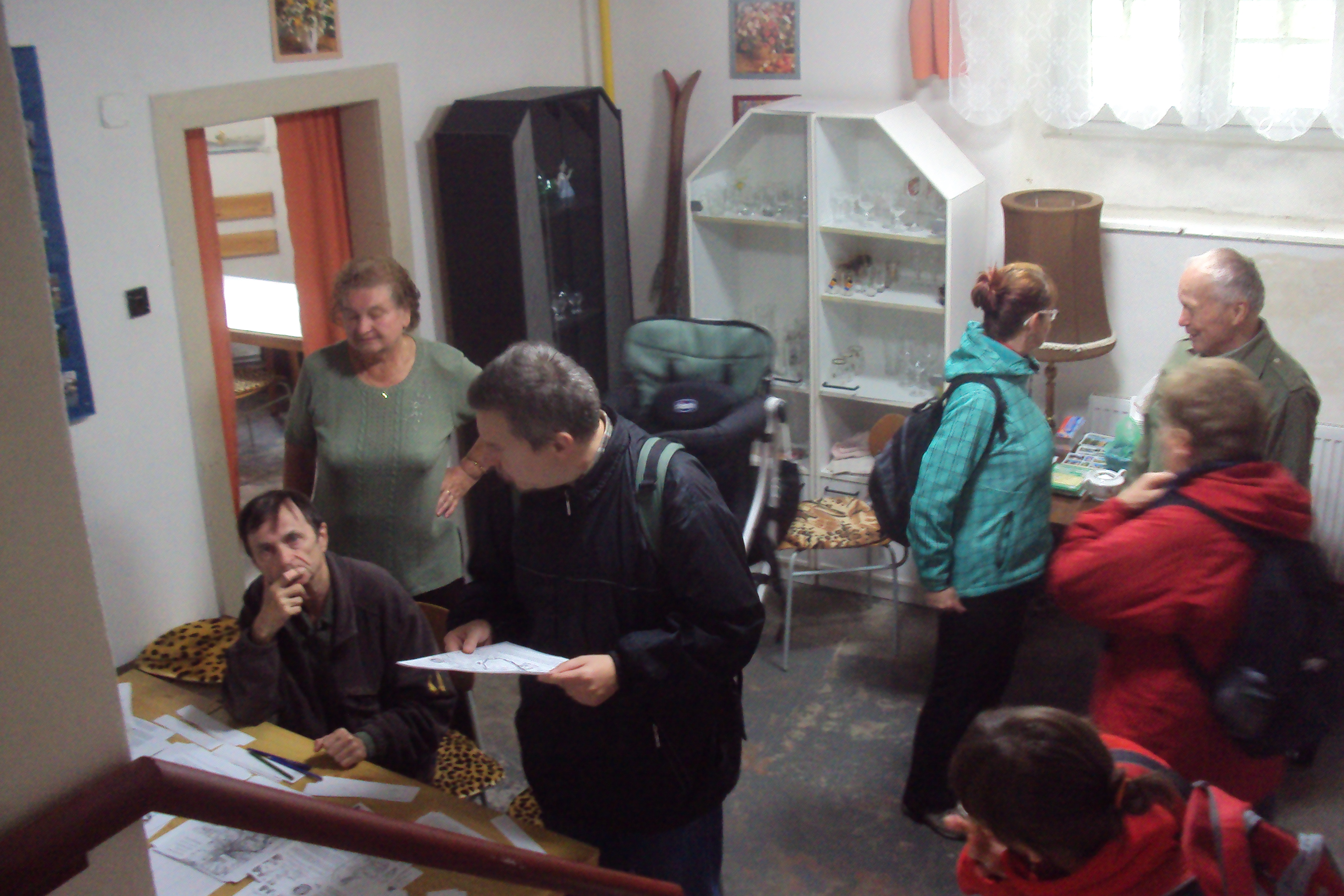
Start i cíl v roce 2014, zde se vydávaly diplomy, houfovali turisté

- 1. ročník, 1996, hvězdicový pochod
- 2. ročník, 1997, 7. června hvězdicový pochod s cílem v České Lípě
- 3. ročník, 1998, 12. září, 3 pěší trasy 10, 25 a 35 km, z Úštěku, Blíževedel či Zahrádek do České Lípy, 4 turisté a 11 pořadatelů, vytrvalý déšť
- 4. ročník, 1999, směr Máchův kraj, 15 pořadatelů
- 5. ročník, 2000, 9. září, 4 pěší trasy 10, 19, 35 a 51 km z Jablonného, Mimoně či Vlčího Dolu (směr Mimoňsko), 14 pořadatelů
- 6. ročník, 2001, 8. září, 6 pěších tras 11, 15,. 25, 31, 42 a 50 km, starty Česká Lípa, Nový Bor, Sloup (směr Novoborsko), 31 turistů a 13 pořadatelů
- 7. ročník, 2002, 14. září, 5 pěších tras 10, 15, 25, 35 a 50 km, start Česká Lípa směr Žandovsko, 68 turistů a 15 pořadatelů
- 8. ročník, 2003, trasy 10, 25, 35 a 48 km, Z Úštěku do České Lípy, 51 turistů a 11 pořadatelů
- 9. ročník, 2004, 11. září, 6 pěších tras 8, 15, 25, 35, 40 a 55 km, směr Máchův kraj, 3 starty Česká Lípa - Doksy - Srní, jeden cíl, tři kontroly, 64 turistů a 13 pořadatelů
- 10. ročník, 2005, trasy pěší 10, 18, 129, 35 a 51 km, směr Mimoňsko, 4 startovací místa[2], 48 turistů a 16 pořadatelů.

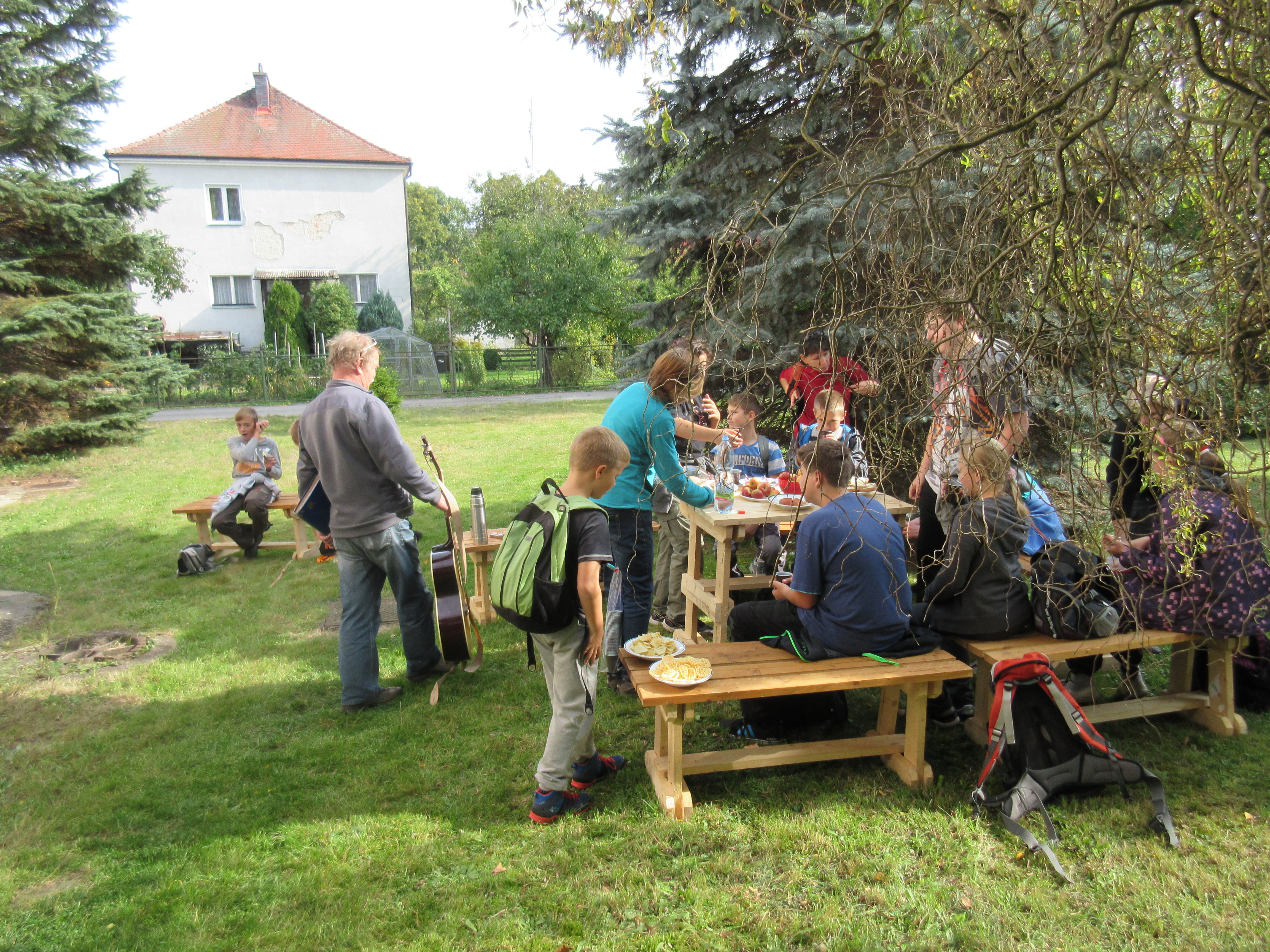
Děti po pochodu, u cíle 20. ročníku na zahradě Adély

- 11. ročník, 2006, trasy pěší 11, 15, 25, 32, 42 a 50 km, směr Novoborsko, 40 turistů a 15 pořadatelů
- 12. ročník, 2007, trasy pěší 10, 15, 25, 30 a 50 km, směr Žandovsko, 56 turistů a 18 pořadatelů
- 13. ročník, 2008, 20. září, pěší trasy 10, 18, 33 a 50 km, cyklotrasa 35 km, směr Zahrádecko, dva starty a jeden cíl, 76 turistů a 15 pořadatelů
- 14. ročník, 2009, 19. září, pěší trasy 8, 15, 23, 31, 37 a 45 km, směr Máchův kraj, dva starty a jeden cíl, 81 turistů a 14 pořadatelů
- 15. ročník, 2010, pěší trasy 10, 18, 19, 27, 35 a 50 km, směr Mimoňsko, 50 turistů a 13 pořadatelů
- 16. ročník, 2011, 17. září, trasy pěší 11, 15, 25, 32, 42 a 50 km, směr Novoborsko, dva starty a 1 cíl, 3 kontrolní stanoviště, 44 turistů a 13 pořadatelů
- 17. ročník, 2012, 15. září, trasy pěší 10, 15, 25, 30 a 50 km, směr Žandovsko, dva starty, dva cíle, účast 32 turistů a 11 pořadatelů
- 18. ročník, 2013, 21. září, trasy pěší 6 km, 12 km, 15 km, 25 a 40 km, směr Zahrádecko, cyklotrasa 40 km, účast 46 turistů a 9 pořadatelů
- 19. ročník, 2014, 4. října 2014, trasy pěší městská 3 - 14km po českolipských kopcích, pěší 23 km, pěší 31 km a cyklotrasa 31 km, účast 84 turistů a 12 pořadatelů
- 20. ročník, 2015, 3. října 2015, trasy pěší a cyklotrasy, zahrnulo do celostátních programů Toulavý kočárek a Dvoustovka. Účast 93 turistů, 10 pořadatelů.[3]
- 21. ročník, 2016, 1. října 2016, pěší a cyklotrasy, účast 92 turistů a 14 pořadatelů.

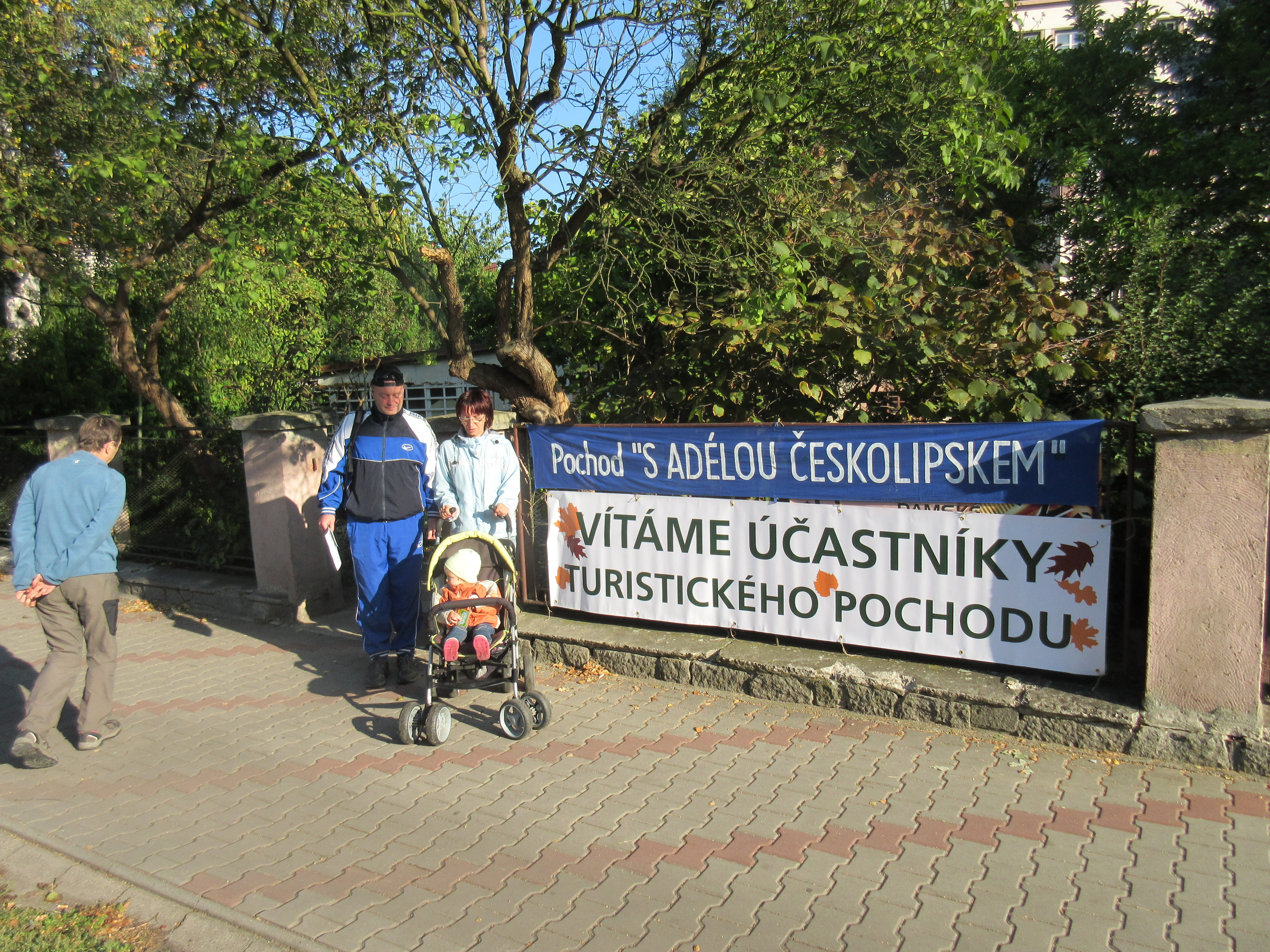
Cykloturisté vyráží na trasu, říjen 2015